# Toscana (vino)
La Toscana o Toscano è un vino  a IGT prodotto in Toscana.

## Zona di produzione
La denominazione comprende le province di Firenze, Siena, Lucca, Arezzo, Grosseto, Livorno, Massa-Carrara, Pisa, Pistoia, Prato, Siena.